# Anomala esakii
Anomala esakii es una especie de escarabajo del género Anomala, familia Scarabaeidae. Fue descrita científicamente por Sawada en 1950.
Esta especie se encuentra en Japón. 